# Juan García Ruiz de Castro
Garci Ruiz de Castro (o Juan García Ruiz de Castro) (Segovia, 11 de diciembre de 1513-íb., 1590) fue un historiador español conocido por su obra Comentarios sobre la primera y segunda población de Segovia, primera historia conocida de la ciudad de Segovia.

## Biografía
Nació hacia 1514 en Segovia en la colación de la iglesia de San Miguel, en el seno de una familia antigua y conocida de esa ciudad.
Obtuvo el grado de bachiller. Durante su vida fue abogado y polígrafo. Fue abogado del Ayuntamiento de Segovia.
Hacia 1551 escribiría la que sería la primera historia conocida sobre Segovia, Comentarios sobre la primera y segunda población de Segovia.
Esta obra no sería publicada en vida del autor, siendo publicada en 1988 por José Antonio Ruiz Hernando.
Garci Ruiz vivió en una casa cercana a la antigua iglesia de San Miguel de Segovia. Ruiz Hernando señala que su casa estaría ubicada aproximadamente en la actual fachada principal del Teatro Juan Bravo.
Precisamente en esta iglesia se encontraría una capilla bajo patronato de su familia.
Estuvo casado con Elvira Falzoni y tuvo dos hijas: Mari e Isabel Ruiz.
Moriría en Segovia en 1590.

## Obras
- Versos , prosas y apotegmas. (Manuscrito)
- Comentarios sobre la primera y segunda población de Segovia. (1551)
- Apotegmas, sentencias del Papa, con otras más